# Liste der Monuments historiques in Gillaumé
Die Liste der Monuments historiques in Gillaumé führt die Monuments historiques in der französischen Gemeinde Gillaumé auf.

## Liste der Objekte
| Bezeichnung              | Beschreibung                           | Standort                       | Kennzeichnung | Schutzstatus | Datum | Bild |
| ------------------------ | -------------------------------------- | ------------------------------ | ------------- | ------------ | ----- | ---- |
| Skulptur Heilige Barbara | Stein, farbig gefasst, 16. Jahrhundert | in der Kirche St-Martin (Lage) | PM52000502    | Classé       | 1965  |      |